# Roman Wojcieszek
Roman Jarosław Wojcieszek (ur. 9 kwietnia 1953 w Kielcach) – polski inżynier i samorządowiec, w latach 2006–2014 prezydent Skarżyska-Kamiennej.

## Życiorys
Ukończył studia z zakresu budownictwa ogólnego na Politechnice Warszawskiej. Pracował w biurze projektowym, urzędzie miasta w Kielcach i następnie w Przedsiębiorstwie Obsługi Inwestycyjnej. Od 1990 przez trzy lata pełnił funkcję wiceprezydenta Skarżyska-Kamiennej, później był zatrudniony w Banku Pekao. Przez kilka kadencji zasiadał w radzie miejskiej w Skarżysku-Kamiennej.
W wyborach samorządowych w 2006 ubiegał się o urząd prezydenta miasta jako bezpartyjny kandydat z ramienia PiS. W drugiej turze pokonał dotychczasowego prezydenta Skarżyska-Kamiennej – Waldemara Mazura. Cztery lata później uzyskał reelekcję w pierwszej turze. W 2014 jako kandydat Prawa i Sprawiedliwości przegrał w drugiej turze z Konradem Krönigiem. Został natomiast radnym powiatu skarżyskiego V kadencji, utrzymując mandat również w 2018 i 2024 na VI i VII kadencję.
Został członkiem katolickiej organizacji Rycerze Kolumba.
W 2008 otrzymał Złoty Krzyż Zasługi.